# Takaya Inui
Takaya Inui (乾 貴哉 Inui Takaya?, Gunma, 12 de mayo de 1996) es un futbolista japonés que juega como defensa en el Tochigi City F. C. de la J3 League.

## Trayectoria

### Clubes
| Club                    | País  | Año       |
| ----------------------- | ----- | --------- |
| J. League sub-22        | Japón | 2015      |
| JEF United Chiba        | Japón | 2015-2020 |
| Mito HollyHock (cedido) | Japón | 2020      |
| Giravanz Kitakyushu     | Japón | 2021-2024 |
| Tochigi City F. C.      | Japón | 2025-     |